# VolleyLigaen 2016-2017 (femminile)
La VolleyLigaen 2016-2017 si è svolta dal 5 ottobre 2016 al 22 aprile 2017: al torneo hanno partecipato sette squadre di club danesi e la vittoria finale è andata per la quindicesima volta all'Holte IF Volleyball.

## Regolamento

### Formula
Le squadre hanno disputato un girone all'italiana, con gare di andata e ritorno; al termine della regular season:
- Le prime sei classificate hanno acceduto ai play-off scudetto, strutturati in quarti di finale, a cui hanno preso parte solo le formazioni classificate dal terzo al sesto posto, giocati al meglio di due vittorie su tre gare, semifinali, giocate al meglio di tre vittorie su cinque gare, finale per il quinto posto, a cui hanno parte le due eliminate ai quarti di finale, finale per il terzo posto e finale, tutte giocate con gara di andata e ritorno (nella finale per il quinto, nel caso in cui le squadre hanno ottenuto una vittoria a testa con stesso numero di set vinti e persi si è disputato un golden set; nella finale per il terzo posto e nella finale, nel caso in cui le squadre hanno ottenuto una vittoria a testa si è disputato un golden set).
- L'ultima classificata e tre squadre della 1. Division hanno acceduto ai play-out, strutturati in una fase a gironi, con gare di andata e ritorno: se la prima classificata è stata la squadra di VolleyLigaen questa rimane in VolleyLigaen, invece se la prima classificata è stata una squadra di 1. Division questa è promossa in VolleyLigaen, mentre la squadra di VolleyLigaen è retrocessa in 1. Division.

### Criteri di classifica
Se il risultato finale è stato di 3-0 o 3-1 sono stati assegnati 3 punti alla squadra vincente e 0 a quella sconfitta, se il risultato finale è stato di 3-2 sono stati assegnati 2 punti alla squadra vincente e 1 a quella sconfitta.
L'ordine del posizionamento in classifica è stato definito in base a:
- Punti;
- Numero di partite vinte;
- Ratio dei set vinti/persi;
- Ratio dei punti realizzati/subiti.

## Squadre partecipanti
| Club           | Città        | Palazzetto                          | Stagione precedente   |
| -------------- | ------------ | ----------------------------------- | --------------------- |
| Elite Aarhus   | Århus        | Århus Gl. Stadionhal Aarhus         | 6ª in VolleyLigaen    |
| Brøndby        | Brøndby      | Stadionhal 1 Brøndby                | Campione di Danimarca |
| Amager         | Copenaghen   | Sundbyhal 2 Copenaghen              | 3ª in VolleyLigaen    |
| Holte          | Holte        | Ny Holtehal Holte                   | 2ª in VolleyLigaen    |
| Ikast          | Ikast-Brande | Hyldgårdsskolens Hal B Ikast-Brande | ?                     |
| Køge           | Køge         | Asgårdskolen Køge                   | 5ª in VolleyLigaen    |
| Fortuna Odense | Odense       | Klostermarkshallen Odense           | 7ª in VolleyLigaen    |

## Torneo

### Regular season

#### Risultati
| Girone di andata |                      |     |                                   |
|                  |                      |     |                                   |
| 05-10            | Ikast-F. Odense      | 0-3 | 24-26, 15-25, 19-25               |
| 11-10            | Copenaghen-Køge      | 3-2 | 25-19, 25-21, 25-27, 23-25, 15-5  |
| 13-10            | Køge-F. Odense       | 3-2 | 25-20, 24-26, 25-18, 21-25, 15-12 |
| 15-10            | Aarhus-Brøndby       | 1-3 | 19-25, 25-20, 19-25, 10-25        |
| 16-10            | Ikast-Copenaghen     | 0-3 | 18-25, 10-25, 23-25               |
| 21-10            | Holte-Ikast          | 3-0 | 25-11, 25-7, 25-16                |
| 22-10            | Aarhus-Holte         | 0-3 | 16-25, 7-25, 10-25                |
| 22-10            | F. Odense-Copenaghen | 1-3 | 21-25, 25-20, 10-25, 18-25        |
| 22-10            | Brøndby-Ikast        | 3-0 | 25-13, 25-14, 25-15               |
| 01-11            | Holte-Brøndby        | 0-3 | 20-25, 17-25, 15-25               |
| 05-11            | Ikast-Aarhus         | 2-3 | 25-19, 11-25, 25-14, 23-25, 10-15 |
| 06-11            | Holte-Køge           | 3-0 | 25-11, 25-23, 25-13               |
| 06-11            | Copenaghen-Brøndby   | 1-3 | 17-25, 25-16, 20-25, 14-25        |
| 17-11            | F. Odense-Aarhus     | 2-3 | 25-19, 26-24, 24-26, 16-25, 11-15 |
| 19-11            | Brøndby-Køge         | 3-0 | 25-12, 25-16, 25-14               |
| 03-12            | F. Odense-Holte      | 0-3 | 8-25, 21-25, 23-25                |
| 03-12            | Køge-Ikast           | 3-1 | 25-19, 16-25, 25-9, 25-16         |
| 04-12            | Copenaghen-Aarhus    | 3-1 | 25-16, 25-17, 20-25, 33-31        |
| 10-12            | Brøndby-F. Odense    | 3-1 | 25-14, 20-25, 25-19, 25-23        |
| 11-12            | Køge-Aarhus          | 2-3 | 25-21, 25-23, 19-25, 16-25, 12-15 |
| 11-12            | Copenaghen-Holte     | 0-3 | 19-25, 19-25, 12-25               |

| Girone di ritorno |                      |     |                                   |
|                   |                      |     |                                   |
| 15-01             | Køge-Copenaghen      | 3-2 | 19-25, 25-13, 14-25, 25-19, 15-12 |
| 17-01             | Copenaghen-F. Odense | 1-3 | 18-25, 27-29, 25-18, 22-25        |
| 17-02             | Holte-Aarhus         | 3-1 | 25-20, 25-17, 23-25, 25-17        |
| 22-02             | F. Odense-Ikast      | 3-1 | 25-12, 27-25, 22-25, 25-23        |
| 26-01             | Brøndby-Holte        | 0-3 | 9-25, 24-26, 20-25                |
| 28-01             | Aarhus-F. Odense     | 0-3 | 18-25, 19-25, 21-25               |
| 28-01             | Ikast-Holte          | 0-3 | 13-25, 13-25, 18-25               |
| 29-01             | Køge-Brøndby         | 0-3 | 14-25, 14-25, 19-25               |
| 31-01             | Aarhus-Ikast         | 3-0 | 25-12, 25-15, 25-15               |
| 04-02             | Brøndby-Copenaghen   | 3-0 | 25-13, 25-8, 25-16                |
| 04-02             | Køge-Holte           | 0-3 | 18-25, 17-25, 20-25               |
| 05-02             | Ikast-Brøndby        | 0-3 | 10-25, 16-25, 18-25               |
| 11-02             | Brøndby-Aarhus       | 3-0 | 25-14, 25-13, 25-17               |
| 11-02             | F. Odense-Køge       | 2-3 | 25-19, 21-25, 25-21, 22-25, 14-16 |
| 12-02             | Copenaghen-Ikast     | 3-0 | 30-28, 26-24, 25-21               |
| 14-02             | Holte-Copenaghen     | 3-0 | 25-17, 25-14, 25-18               |
| 18-02             | Aarhus-Copenaghen    | 2-3 | 25-17, 25-23, 19-25, 23-25, 14-16 |
| 19-02             | Holte-F. Odense      | 3-0 | 25-15, 25-18, 25-17               |
| 19-02             | Ikast-Køge           | 0-3 | 12-25, 24-26, 20-25               |
| 22-02             | F. Odense-Brøndby    | 1-3 | 14-25, 21-25, 25-19, 23-25        |
| 25-02             | Aarhus-Køge          | 1-3 | 15-25, 20-25, 25-19, 19-25        |

#### Classifica
| Pos. | Squadra        | Pt | G  | V  | P  | SV | SP | Ratio | PF  | PS    | Ratio |
| ---- | -------------- | -- | -- | -- | -- | -- | -- | ----- | --- | ----- | ----- |
| 1.   | Holte          | 33 | 12 | 11 | 1  | 33 | 4  | 8.250 | 901 | 621   | 1.541 |
| 2.   | Brøndby        | 33 | 12 | 11 | 1  | 33 | 7  | 4.714 | 953 | 697   | 1.367 |
| 3.   | Amager         | 17 | 12 | 6  | 6  | 22 | 24 | 0.916 | 971 | 1 001 | 0.970 |
| 4.   | Køge           | 15 | 12 | 6  | 6  | 22 | 26 | 0.846 | 960 | 1 028 | 0.934 |
| 5.   | Fortuna Odense | 15 | 12 | 4  | 8  | 21 | 26 | 0.807 | 997 | 1 052 | 0.948 |
| 6.   | Elite Aarhus   | 10 | 12 | 4  | 8  | 18 | 30 | 0.600 | 952 | 1 056 | 0.902 |
| 7.   | Ikast          | 1  | 12 | 0  | 12 | 4  | 36 | 0.111 | 692 | 971   | 0.713 |

| Qualificata ai play-off scudetto | Qualificata ai play-out |

### Play-off scudetto

#### Tabellone
|  | Quarti di finale | Quarti di finale | Quarti di finale | Quarti di finale | Quarti di finale |   |        | Semifinali | Semifinali | Semifinali | Semifinali  | Semifinali  | Semifinali  | Semifinali  |             |             | Finali      | Finali      | Finali      | Finali | Finali | Finali | Finali |
|  |                  |                  |                  |                  |                  |   |        |            |            |            |             |             |             |             |             |             |             |             |             |        |        |        |        |
|  | -                | -                |                  |                  |                  |   |        |            |            |            |             |             |             |             |             |             |             |             |             |        |        |        |        |
|  | -                | -                |                  |                  |                  |   |        |            |            |            |             |             |             |             |             |             |             |             |             |        |        |        |        |
|  | -                | -                |                  | 1                | Holte            | 3 | 3      | 3          |            |            |             |             |             |             |             |             |             |             |             |        |        |        |        |
|  |                  |                  |                  |                  |                  | 3 | 3      | 3          |            |            |             |             |             |             |             |             |             |             |             |        |        |        |        |
|  |                  | 4                | Køge             | 1                | 0                | 0 |        |            |            |            |             |             |             |             |             |             |             |             |             |        |        |        |        |
|  | 4                | 4                | Køge             | 1                | 0                | 0 | Køge   | 3          | 1          | 3          |             |             |             |             |             |             |             |             |             |        |        |        |        |
|  | 4                |                  |                  |                  |                  |   | Køge   | 3          | 1          | 3          |             |             |             |             |             |             |             |             |             |        |        |        |        |
|  | 5                | Fortuna Odense   | 1                | 3                | 1                |   |        |            |            |            |             |             |             |             |             |             |             |             |             |        |        |        |        |
|  |                  |                  |                  |                  |                  |   |        |            |            |            |             |             |             |             |             |             | 1           | Holte       | 3           | 3      |        |        |        |
|  |                  |                  | 2                | Brøndby          | 2                | 0 |        |            |            |            |             |             |             |             |             |             |             |             |             |        |        |        |        |
|  | -                | -                |                  |                  |                  |   |        |            |            |            |             |             |             |             |             |             |             |             |             |        |        |        |        |
|  | -                | -                |                  |                  |                  |   |        |            |            |            |             |             |             |             |             |             |             |             |             |        |        |        |        |
|  | -                | -                |                  | 2                | Brøndby          | 3 | 3      | 3          |            |            |             |             |             |             |             |             |             |             |             |        |        |        |        |
|  |                  |                  |                  |                  |                  | 3 | 3      | 3          |            |            |             |             |             |             |             |             |             |             |             |        |        |        |        |
|  |                  | 3                | Amager           | 0                | 0                | 0 |        |            |            |            | Terzo posto | Terzo posto | Terzo posto | Terzo posto | Terzo posto | Terzo posto | Terzo posto | Terzo posto | Terzo posto |        |        |        |        |
|  | 3                | 3                | Amager           | 0                | 0                | 0 | Amager | 3          | 0          | 3          | Terzo posto | Terzo posto | Terzo posto | Terzo posto | Terzo posto | Terzo posto | Terzo posto | Terzo posto | Terzo posto |        |        |        |        |
|  | 3                |                  |                  |                  |                  |   | Amager | 3          | 0          | 3          |             |             |             |             |             |             |             |             |             |        |        |        |        |
|  | 6                | Elite Aarhus     | 2                | 3                | 0                |   |        |            |            |            |             |             |             |             |             |             | 4           | Køge        | 3           | 2      |        |        |        |
|  |                  |                  |                  |                  |                  |   |        |            |            |            |             |             |             |             |             |             | 3           | Amager      | 0           | 3      |        |        |        |

#### Risultati
| Quarti di finale |                   |     |                                   |
|                  |                   |     |                                   |
| 03-03            | F. Odense-Køge    | 1-3 | 13-25, 22-25, 25-16, 22-25        |
| 03-03            | Aarhus-Copenaghen | 2-3 | 26-24, 18-25, 24-26, 25-21, 15-17 |

| 07-03 | Køge-F. Odense    | 1-3 | 18-25, 25-21, 13-25, 21-25 |
| 08-03 | Copenaghen-Aarhus | 0-3 | 20-25, 26-28, 21-25        |

| 11-03 | Køge-F. Odense    | 3-1 | 25-16, 25-21, 23-25, 25-22 |
| 11-03 | Copenaghen-Aarhus | 3-0 | 25-20, 25-21, 25-18        |

| Semifinali |                    |     |                            |
|            |                    |     |                            |
| 18-03      | Køge-Holte         | 1-3 | 25-21, 20-25, 18-25, 16-25 |
| 18-03      | Copenaghen-Brøndby | 0-3 | 11-25, 22-25, 15-25        |

| 21-03 | Holte-Køge         | 3-0 | 25-11, 25-22, 25-13 |
| 23-03 | Brøndby-Copenaghen | 3-0 | 25-17, 27-25, 25-18 |

| 25-03 | Holte-Koge         | 3-0 | 25-16, 25-21, 25-12 |
| 25-03 | Brøndby-Copenaghen | 3-0 | 25-13, 25-14, 25-14 |

| Finale 5º posto |                  |     |                            |
|                 |                  |     |                            |
| 17-03           | Aarhus-F. Odense | 3-0 | 25-19, 25-23, 25-17        |
| 24-03           | F. Odense-Aarhus | 3-1 | 25-22, 25-20, 25-18, 24-26 |

| Finale 3º posto |                 |     |                                       |
|                 |                 |     |                                       |
| 01-04           | Køge-Copenaghen | 3-0 | 30-28, 25-22, 25-19                   |
| 04-04           | Copenaghen-Køge | 3-2 | 17-25, 22-25, 25-12, 25-20; GS: 25-21 |

| Finale |               |     |                                   |
|        |               |     |                                   |
| 11-04  | Brøndby-Holte | 2-3 | 15-25, 25-13, 17-25, 25-22, 10-15 |
| 22-04  | Holte-Brøndby | 3-0 | 25-22, 25-22, 25-23               |

### Play-out
| Andata |                            |     |                                   |
|        |                            |     |                                   |
| 03-03  | D. Odense-Ikast            | 0-3 | 13-25, 17-25, 17-25               |
| 04-03  | Vestsjælland-Frederiksberg | 2-3 | 19-25, 28-26, 17-25, 25-21, 11-15 |
| 12-03  | Ikast-Vestsjælland         | 3-1 | 25-22, 25-15, 19-25, 25-22        |
| 12-03  | Frederiksberg-D. Odense    | 0-3 | 25-10, 25-16, 25-22               |
| 14-03  | Vestsjælland-D. Odense     | 3-2 | 20-25, 25-12, 25-20, 17-25, 15-9  |
| 19-03  | Frederiksberg-Ikast        | 2-3 | 26-24, 26-24, 20-25, 9-25, 11-15  |

| Ritorno |                            |     |                                    |
|         |                            |     |                                    |
| 25-03   | D. Odense-Vestsjælland     | 0-3 | 8-25, 16-25, 15-25                 |
| 26-03   | Ikast-Frederiksberg        | 1-3 | 24-26, 19-25, 25-22, 24-26         |
| 28-03   | Frederiksberg-Vestsjælland | 2-3 | 22-25, 25-14, 24-26, 25-23, 12,-15 |
| 02-04   | Ikast-D. Odense            | 3-0 | 25-15, 25-14, 25-11                |
| 04-04   | Vestsjælland-Ikast         | 0-3 | 25-27, 23-25, 17-25                |
| 06-04   | D. Odense-Frederiksberg    | 0-3 | 21-25, 17-25, 13-25                |

| 1 | Ikast         | 14 |
| 2 | Frederiksberg | 13 |
| 3 | Vestsjælland  | 8  |
| 4 | D. Odense     | 1  |

## Classifica finale
| Pos | Squadra        | Qualificazione        |
| --- | -------------- | --------------------- |
|     | Holte          | Challenge Cup 2017-18 |
| 2   | Brøndby        |                       |
| 3   | Amager         |                       |
| 4   | Køge           |                       |
| 5   | Fortuna Odense |                       |
| 6   | Elite Aarhus   |                       |
| 7   | Ikast          |                       |

## Premi individuali
| Premio                    | Nome             | Squadra |
| ------------------------- | ---------------- | ------- |
| MVP                       | Julie Mikaelsen  | Holte   |
| Miglior palleggiatrice    | Eva Bang         | Brøndby |
| Miglior opposto           | Julie Mikaelsen  | Holte   |
| Miglior schiacciatrice    | Trine Kjelstrup  | Brøndby |
| Miglior schiacciatrice    | Nora Møllgaard   | Holte   |
| Miglior centrale          | Taylor Brisebois | Holte   |
| Miglior centrale          | Tyler Richardson | Brøndby |
| Miglior libero            | Mette Sallerup   | Amager  |
| Miglior allenatore        | Sven Brix        | Køge    |
| Miglior giocatrice danese | Amalie Owie      | Holte   |

## Statistiche
| Rendimento individuale | Rendimento individuale | Rendimento individuale | Rendimento individuale |
| Pos.                   | Nome                   | Punti                  | Squadra                |
| ---------------------- | ---------------------- | ---------------------- | ---------------------- |
| 1                      | Julie Mikaelsen        | 174                    | Holte                  |
| 2                      | Trine Kjelstrup        | 158                    | Brøndby                |
| 3                      | Sofía Purkhús          | 147                    | Amager                 |
| 4                      | Trine Rask-Nielsen     | 138                    | Elite Aarhus           |
| 5                      | Emma Stevnsborg        | 132                    | Køge                   |
| 6                      | Helena Elbæk           | 130                    | Ikast                  |
| 7                      | Taylor Brisebois       | 128                    | Holte                  |
| 8                      | Christina Michaelsen   | 127                    | Fortuna Odense         |
| 9                      | Thit Bak               | 121                    | Amager                 |
| 10                     | Asta Kjærgaard         | 113                    | Amager                 |
| 10                     | Emilie Krogh           | 113                    | Elite Aarhus           |

| Attacchi vincenti | Attacchi vincenti    | Attacchi vincenti | Attacchi vincenti |
| Pos.              | Nome                 | Punti             | Squadra           |
| ----------------- | -------------------- | ----------------- | ----------------- |
| 1                 | Julie Mikaelsen      | 142               | Holte             |
| 2                 | Trine Kjelstrup      | 137               | Brøndby           |
| 3                 | Sofía Purkhús        | 119               | Amager            |
| 4                 | Thit Bak             | 108               | Amager            |
| 4                 | Emma Stevnsborg      | 108               | Køge              |
| 6                 | Helena Elbæk         | 107               | Ikast             |
| 7                 | Christina Michaelsen | 102               | Fortuna Odense    |
| 8                 | Julie Jensen         | 95                | Ikast             |
| 9                 | Alissa Coulter       | 89                | Brøndby           |
| 9                 | Asta Kjærgaard       | 89                | Amager            |

| Muri vincenti | Muri vincenti       | Muri vincenti | Muri vincenti  |
| Pos.          | Nome                | Punti         | Squadra        |
| ------------- | ------------------- | ------------- | -------------- |
| 1             | Taylor Brisebois    | 35            | Holte          |
| 2             | Mie Møller          | 33            | Fortuna Odense |
| 3             | Trine Rask-Nielsen  | 32            | Elite Aarhus   |
| 4             | Katrine Strøbæk     | 23            | Køge           |
| 5             | Berglind Jónsdóttir | 21            | Fortuna Odense |
| 5             | Amalie Lachenmeier  | 21            | Køge           |
| 7             | Terese Ammundsen    | 18            | Amager         |
| 7             | Sofía Purkhús       | 18            | Amager         |
| 9             | Sophia Andersen     | 16            | Amager         |
| 10            | Monique Roberts     | 15            | Elite Aarhus   |

| Battute vincenti | Battute vincenti     | Battute vincenti | Battute vincenti |
| Pos.             | Nome                 | Punti            | Squadra          |
| ---------------- | -------------------- | ---------------- | ---------------- |
| 1                | Berglind Jónsdóttir  | 27               | Fortuna Odense   |
| 2                | Eva Bang             | 25               | Brøndby          |
| 3                | Julie Mikaelsen      | 25               | Holte            |
| 4                | Emma Brix            | 24               | Køge             |
| 5                | Trine Rask-Nielsen   | 22               | Elite Aarhus     |
| 6                | Christina Michaelsen | 21               | Fortuna Odense   |
| 7                | Nanna Hansen         | 19               | Køge             |
| 8                | Emilie Krogh         | 19               | Elite Aarhus     |
| 9                | Nora Møllgaard       | 19               | Holte            |
| 10               | Tyler Richardson     | 18               | Brøndby          |

NB: I dati sono riferiti esclusivamente alla regular season.